# Marguerite Ward
Pour les articles homonymes, voir Sainte Marguerite.
Marguerite Ward (anglais : Margaret Ward), née à Congleton (Angleterre) vers le milieu du XVIe siècle et exécutée le 30 août 1588 à Tyburn (d’où son surnom de perle de Tyburn), est une martyre catholique condamnée pour avoir aidé un prêtre à s’évader de prison sous le règne d’Élisabeth Ire.

## Biographie
Marguerite Ward est au service d'une dame de premier rang à Londres, lorsqu’elle apprend la maltraitance sévère dont est victime Richard Watson, un prêtre retenu prisonnier à Bridewell Palace. Elle obtient la permission de lui rendre visite. Au début, elle est soigneusement fouillée avant et après ses visites, mais les autorités deviennent peu à peu moins regardantes, et elle parvient à faire passer en cachette une corde au prisonnier. Watson s’échappe, mais se blesse lors de son évasion, et laisse pendre la corde de sa fenêtre. Le batelier que Ward a engagé pour le conduire en sécurité refuse alors de prendre en charge le blessé. Ward se tourne alors vers un autre batelier, John Roche, qui accepte de l’aider. Il lui procure un bateau, et échange ses vêtements avec le prêtre. Watson parvient à s’échapper pour de bon, mais Roche est arrêté à sa place, ainsi que Ward, qui était sa seule visite.
Marguerite Ward est alors gardée aux fers pendant huit jours, suspendue par les mains, et fouettée, mais refuse catégoriquement de divulguer les motivations du prêtre. Lors de son procès, elle admet avoir aidé à l’évasion de Watson, et se réjouit d’avoir « libéré un agneau innocent des mains de ces loups sanguinaires ». On lui offre la rédemption si elle accepte d’assister à une messe protestante, mais elle refuse. Elle est pendue à Newgate le 30 août 1588, en compagnie d’Edward Shelley, Richard Martin, Richard Leigh, Richard Lloyd, et John Roche.

## Vénération
Marguerite Ward est canonisée par le pape Paul VI le 25 octobre 1970, en tant que l'une des quarante martyrs d'Angleterre et du pays de Galles, avec un souvenir commun le 25 octobre. Quant à sa fête personnelle, c'est le 30 août,.
La sainte est représentée sur des panneaux à l’église Saint-Joseph à Sale, et à l’église Saint-Alban à Wallasey. Plusieurs écoles portent son nom, dont St Margaret Ward Catholic Academy, à  Stoke-on-Trent dans le Staffordshire, où le chanteur Robbie Williams a étudié.
Un foyer d’hébergement de l’association de St Vincent a également été baptisé en l’honneur de Marguerite Ward ; il est situé à Rochdale, dans la région de Manchester.